# Joaquín Sánchez de Toca y Ballester
Joaquín Sánchez de Toca y Ballester (1877-1913) fue un político español, diputado en las Cortes de la Restauración.

## Biografía
Nació en Madrid en 1877, hijo de Joaquín Sánchez de Toca y Calvo, que llegó a desempeñar los cargos de alcalde de Madrid y presidente del Consejo de Ministros.
Licenciado en derecho, contrajo matrimonio el 26 de noviembre de 1900 en Madrid con Paz Casani y Queralt, hija de la condesa de Cifuentes. Fue diputado a Cortes por el distrito de Mora de Rubielos (provincia de Teruel), electo en las elecciones de 1903, 1905, 1907 y 1910. 
Falleció a los treinta y seis años de edad en su ciudad natal, el 26 de junio de 1913.